# Моминско
Моминско (болг. Моминско) — село в Болгарии. Находится в Пловдивской области, входит в общину Садово. Население составляет 417 человек.

## Политическая ситуация
В местном кметстве Моминско, в состав которого входит Моминско, должность кмета (старосты) исполняет Йордан Благоев Димитров (Болгарская социалистическая партия (БСП)) по результатам выборов правления кметства.
Кмет (мэр) общины Садово — Марин Драганов Йосифов (инициативный комитет) по результатам выборов в правление общины.